# Alston (Cumbria)
Alston ist eine zur civil parish Alston Moor gehörende Stadt in der Unitary Authority Westmorland and Furness in der Grafschaft Cumbria im Nordwesten Englands. Alston ist 33 km von Carlisle entfernt. Im Jahr 2017 hatte sie 1050 Einwohner.

## Persönlichkeiten
- Hugh Lee Pattinson (1796–1858), Chemiker und Industrieller